# Hauptstrasse 277
Die Hauptstrasse 277 ist eine überregionale Hauptverkehrsstrasse im Kanton Aargau und eine Hauptstrasse der Schweiz. Sie verbindet die Hauptstrasse 7 im Bezirk Laufenburg durch den Jura mit der Hauptstrasse 5 im Bezirk Brugg.
Im Strassennetz des Kantons Aargau wird die Route als Kantonsstrasse 287 geführt.

## Verlauf
Die Hauptstrasse 277 beginnt bei Etzgen als Abzweigung von der Hauptstrasse 7, die neben der Eisenbahnlinie zwischen Laufenburg und Koblenz und nahe am linken Ufer des Hochrheins verläuft, auf der Höhe von 307 m ü. M. Die Kreuzung der beiden Hauptstrassen wird durch den Kreisel «Sonne» gebildet, neben dem sich der Landgasthof «Sonne» befindet. In der Mitte des Kreisels stand seit 2003 eine von Thomas Hollinger und Rolf Wernli gestaltete Sonnenskulptur. An dieser wurden 2011 die fünf Wappen der Ortschaften in der kurz zuvor gegründeten Gemeinde Mettauertal, zudem deren neues Gemeindewappen, das selbst auch eine Sonne trägt, sowie das Wappen der Gemeinde Gansingen angebracht. 2017 wurde dieser Kreiselschmuck durch eine Photovoltaikinstallation des Typs «Smartflower» ersetzt.
Die etwa 13 Kilometer lange Hauptstrasse führt vom Rheintal durch Etzgen, wo sie bei der alten Mühle den Etzgerbach überquert, und weiter durch Mettau, wo die Kantonsstrasse 444 nach Wil abzweigt, und durch Oberhofen und Gansingen zum Jurapass Bürersteig, der auf 550 m ü. M. in einem Sattel auf der Wasserscheide im Juragebirge liegt. Auf der Passhöhe trifft die Hauptstrasse 277 wieder auf die Kantonsstrasse 444 und erreicht dann den Bezirk Brugg. Durch die Ortschaft Remigen erreicht sie die Ebene bei Rüfenach. In diesem Gebiet zweigen mehrere untergeordnete Kantonsstrassen von der Hauptverkehrsstrasse 277 ab. Diese überquert den Reinerbach und endet zwischen Vorderrein und Stilli mit zwei Kreuzungen an der Hauptstrasse 5 am linken Ufer der Aare.

## Geschichte

### Strassenbau
Der Passübergang über den Bürersteig wurde um 1870 zu einer Fahrstrasse mit einer gleichmässigen Steigung ausgebaut.

### Befestigungsanlagen
Die Strasse durch das Gebirge galt im Zweiten Weltkrieg und auch noch in der Epoche des Kalten Krieges als mögliche Einfallsachse von Norden in das Schweizer Mittelland und wurde deshalb an mehreren Stellen mit Sperrwerken gesichert. Von den Anlagen, die im Weltkrieg zum wichtigen Abschnitt der Limmatstellung nördlich des Wasserschlosses gehörten und später noch erweitert wurden, sind viele Überreste noch heute vorhanden: Bei Etzgen steht ein Infanteriebunker am Rheinufer; südlich von Mettau befindet sich beidseits der Hauptstrasse ein Geländepanzerhindernis, das heute in einem Naturschutzgebiet liegt; auf der Passhöhe ist von der Sperrstelle Bürersteig noch ein Bunker neben der Strasse zu sehen; im Gebiet an der Aare befand sich die Sperrstelle Rein-Roost. Nördlich von Vorderrein steht im Villigerfeld direkt neben der Hauptstrasse ein militärgeschichtliches Denkmal zur Erinnerung an den Befestigungsbau durch die Grenzbrigade 5 und die Felddivision 5.

### Radsport
2023 fanden auf der Strecke von Gansingen bis Etzgen und weiter über Laufenburg die Schweizermeisterschaften im Einzelzeitfahren statt.